# Kurter
Die Kurter (Kurtus (Gr.: „kyrtos“ = gebogen, mit einem Buckel)) sind eine Gattung der barschverwandten Fische (Percomorphaceae). Die beiden Arten sind in der Gruppe isoliert und gehören einer eigenen Unterordnung und Familie an (Kurtoidei bzw. Kurtidae). 

## Merkmale
Die hochrückigen Fische haben einen seitlich abgeflachten Körper, der von kleinen Cycloidschuppen bedeckt ist, ein sehr kurzes Seitenlinienorgan und ein großes, schrägstehendes und mit schmalen, schlanken, in Bändern angeordneten Zähnen besetztes Maul. Kurter besitzen nur eine Rückenflosse, der vordere, hartstrahlige Abschnitt ist reduziert. Die Afterflosse ist langgestreckt und hat zwei Hartstrahlen und 31 bis 47 Weichstrahlen, die Bauchflossen haben einen Hart- und fünf Weichstrahlen. Die Schwanzflosse ist tief gespalten. Die Rippen sind breit und umschließen zum Teil die Schwimmblase. Die Knochen des Kiemendeckels sind sehr dünn. Am Vorkiemendeckel sitzen vier Stacheln.
Die Männchen der Kurter haben oberhalb des Kopfes einen knöchernen, vom Supraoccipitale (Schädelknochen) und modifizierten Rückenflossenstrahlen gebildeten Höcker, mit dessen Hilfe sie die relativ großen, traubenartig an einer verdrehten Eimembran befestigten Eier bis zum Schlupf der Fischlarven mit sich herumtragen.

## Arten
- Australischer Kurter (Kurtus gulliveri) Castelnau, 1878, lebt in Mangroven, Ästuarien und langsam fließenden Flüssen im Norden Australiens und im Süden Neuguineas, bis zu 63 Zentimeter lang. Afterflosse mit 44 bis 47 weichen Flossenstrahlen.
- Indischer Kurter (Kurtus indicus) Bloch, 1786, lebt im Meer, in Brackwasser und in Süßgewässern von der indischen Koromandelküste bis Borneo und China. Er wird nur 12,6 Zentimeter lang. Afterflosse mit 31 bis 32 Weichstrahlen.

## Äußere Systematik
Die Gattung Kurtus ist systematisch isoliert und gehört einer eigenen Familie (Kurtidae) an. Die Familie Kurtidae wurde ursprünglich in die Ordnung der Barschartigen (Perciformes) gestellt, einer Sammelgruppe, die in ihrer ursprünglichen Zusammensetzung nur ungenügend durch abgeleitete Merkmale definiert und mit Sicherheit nicht monophyletisch war.
Vergleichende DNA-Sequenzanalysen ergaben eine relativ nahe Verwandtschaft mit den Grundelartigen (Gobioidei) und Kardinalbarschen (Apogonidae), so dass Christine Thacker und Kollegen die Kurter der Ordnung der Gobiiformes zuordneten. Ricardo Betancur-R. und Mitarbeiter stellen dagegen eine neue Ordnung auf, die Kurtiformes, in der Kardinalbarsche und Kurter als Schwesterfamilien vereint sind. Die Kurtiformes sind hier die Schwestergruppe der Gobiiformes und bilden mit diesen die Serie Gobiaria. Diese Verwandtschaftsverhältnisse werden von Thomas Near und Kollegen in ihrer auf DNA-Sequenzanalysen beruhenden Untersuchung über die Phylogenie der Acanthomorpha bestätigt, können von Fraser in seiner auf morphologischen Vergleichen beruhenden Untersuchung über die Verwandtschaft von Kardinalbarschen und Kurtern aber nicht bestätigt werden.